# Прерванный полёт (фильм, 1964)
«Прерванный полёт» (пол. Przerwany lot, 1964) — польский художественный фильм.

## История
Премьера в Польше состоялась 16 октября 1964 года.
За съёмки в фильме советский артист Александр Белявский получил звание заслуженного деятеля культуры Польши.

## Сюжет
Советский лётчик Владимир Миронов (Александр Белявский) и польская девушка Урсула (Эльжбета Чижевская) знакомятся и разлучаются при драматических обстоятельствах во время Второй мировой войны на территории оккупированной Польши.
Прошло 17 лет. Самолёт Миронова Ил-18 задерживается с вылетом в Москву из-за нелётной погоды в аэропорту Варшавы. Сотрудник наземных служб аэропорта Сташек приглашает Миронова в гости на свадьбу своей сестры. Они со Сташеком едут на мотоцикле по местности, знакомой Владимиру: в войну именно здесь сбили его самолёт, а сам он получил ранение, спрыгнул с парашютом, его прятали от гитлеровцев и выхаживали местные жители — польские крестьяне и их дочь Урсула.
Пока все гуляют на свадьбе, Миронов отправляется искать Урсулу. Он едет на мотоцикле, и в его памяти встают картины военного прошлого: сцены гитлеровской облавы, расстрел родителей Урсулы, у которых нацисты нашли ремень Миронова… Владимир и Урсула прячутся в камышах, но он не выдерживает и стреляет в гитлеровцев. Один пистолет против десятка автоматов — силы неравны. Лётчику удаётся застрелить нескольких противников, затем его захватили в плен. На глазах Урсулы Владимира увозят, девушка, видимо, уверена, что её любимый обречён, и в отчаянии грызёт стебель камыша…
Картины прошлого отступают, Владимир возвращается в современность… По дороге в баке  мотоцикла кончается бензин, в поисках горючего лётчик заходит на местную почту. Начальник почты Свидерский жалуется ему на свою супругу, которая так и не может забыть свою первую любовь. Миронов догадывается, что пани Свидерская и есть его Урсула…
Их встреча оставляет тягостное впечатление. Заметно постаревшая Урсула, потрясённая встречей, едва шевеля губами, тихо спрашивает: «Почему ты не писал?» «Была война», — отвечает он сдержанно. В присутствии заметно нервничающего мужа Урсулы следуют обычные вопросы: «Как ты живёшь сегодня? Женат? Есть ли дети?» «Женат. Двое детей». Владимир уходит, он возвращается в аэропорт. Москва дает добро на вылет. Набрав высоту, Миронов, отклонившись от курса, пролетает над домом Урсулы. Услышав тяжёлый гул самолёта, Урсула выбегает из дома, бежит через лес к полю, на её лице появляется улыбка…
В фильме действующие лица, в том числе и герой Белявского, чаще говорят по-польски без перевода, но для русскоговорящего зрителя смысл происходящего в целом понятен… Очень колоритен гость на свадьбе — пан Симоне (Станислав Мильский), который в молодости служил в русской армии. Он, живо вспоминая те времена, декламирует русскую классику в своей «творческой обработке»: «И скучно, и грустно, и некому морду набить…».

## В ролях
- Александр Белявский — Владимир Миронов, летчик «Аэрофлота»
- Эльжбета Чижевская — Урсула
- Мечислав Войт — муж Урсулы
- Ванда Якубиньская — бабушка
- Ежи Качмарек — Сташек
- Барбара Климкевич[пол.] — стюардесса
- Юзеф Кондрат — отец
- Хелена Домбровская — мать
- Богдан Лазука — жених, брат Сташека
- Ядвига Курылюк
- Януш Палюшкевич
- Кристина Фельдман — служащая в офисе
- Владислав Красновецкий — ксендз
- Катажина Ланевская[пол.] — невеста
- Виктор Беганьский
- Станислав Мильский — пан Симоне, гость на свадьбе

## Съёмочная группа
Режиссёр-постановщик — Леонард Бучковский
Авторы сценария — Ежи Янички, Анджей Мулярчик
Оператор — Владислав Форберт
Композитор — Кшиштоф Комеда
Художник-постановщик — Войцех Криштофяк

## Примечание
1. ↑  ЮБИЛЕЙ ФОКСА (из «Крестьянской Руси»). Дата обращения: 25 января 2015. Архивировано 28 января 2015 года.
2. ↑  Пародия на стихотворение Михаила Лермонтова «И скучно и грустно, и некому руку подать…»